# HD35520
HD35520 — хімічно пекулярна зоря спектрального класу A1, що має  видиму зоряну величину в смузі V приблизно  5,9.
Вона  розташована на відстані близько 1289,2 світлових років від Сонця.

## Фізичні характеристики
Зоря HD35520 обертається 
досить швидко 
навколо своєї осі. Проєкція її екваторіальної швидкості на промінь зору становить  Vsin(i)= 91км/сек.

## Пекулярний хімічний вміст
Зоряна атмосфера HD35520 має підвищений вміст 
He
.